# Campeonato Regional de Aragón
El Campeonato Regional de Aragón fue la máxima competición de fútbol en Aragón, España, durante los primeros años de fútbol en la región.

## Historia

### Antecedentes delfoot-ballaragonés
Los orígenes del foot-ball en la región datan de noviembre de 1903, y, al igual que la mayoría de sociedades futbolísticas de la época, contaba con destacados componentes británicos. A diferencia de otras áreas donde iban poco a poco germinando nuevos clubes, la práctica del foot-ball quedó relegada en Aragón a la actividad colegial y a los cada vez más esporádicos partidos en Zaragoza. Allí no surgió el primer club de enjundia hasta 1910, con el Zaragoza Foot-ball Club —de camisa blanca y pantalón negro, y de variopinto alumnado universitario—. La nueva entidad intentó relanzar su práctica, sin mucho éxito, y terminó por desaparecer tras apenas un puñado de encuentros ante los principales representantes de Huesca y Pamplona.
Fue el fútbol universitario el que permitió avanzar muy lentamente a un deporte que en otros puntos del país ya gozaba de gran prestigio, que incluso disputaba un Campeonato de España en el que se enfrentaban los campeones de los distintos Campeonatos Regionales. Dichos clubes estaban debidamente regularizados y oficializados y estaban al amparo hasta de una asociación a nivel internacional, la FIFA. Aragón y su capital iban a la zaga. Nuevos clubes iban surgiendo y desapareciendo casi al instante pero ninguno encontraba estabilidad y, en esas, estalló la Primera Guerra Mundial. España, como territorio neutral poco abierto al continente, es puerto para muchos militares, en especial alemanes de retorno de las campañas africanas, dando un gran impulso a la implantación del fútbol en la región. Fueron las fechas del nacimiento de la primera gran sociedad zaragozana, el Iberia Sport Club (1917). «Los avispas» —por su gualdinegro uniforme— lideraron al puñado de clubes existentes e intentaron organizar de manera oficiosa lo que fue un primer conato de torneo regional. Se hacía necesaria una federación y aspirar así a mayores menesteres y, así, en el mes de enero se constituye la Federación Aragonesa de Foot-Ball y, en marzo, la Federación Aragonesa de Sociedades Deportivas. El 13 de septiembre de 1922 quedó constituida, pero aún faltaban trámites por resolver a ojos de la Federación Española.

### El Campeonato Regional
El 28 de septiembre se reúne la asamblea para redactar reglamentos y estatutos y quedar definitivamente constituida el 1 de octubre a instancias de la nacional. Desde este entonces se puede hablar ya de oficialidad.
El estamento puede dar así por fin al novel Campeonato de Aragón el reconocimiento del que no gozó en sus dos primeras ediciones de 1922 y 1923. La Real Sociedad Atlética Stadium tiene el honor de debutar por la región en el Campeonato de España de 1924, en su vigésimo segunda edición, con dos décadas de retraso. Su derrota a las primeras de cambio, contundente y sin paliativos, frente al Foot-Ball Club Barcelona da cuenta del abismo existente entre el fútbol aragonés y el del resto del país.
Al igual que el resto de certámenes regionales, fue el encargado, hasta 1940, de designar a su representante en el torneo nacional como campeón maño, al que con el devenir de los años se amplió también el acceso a los finalistas o subcampeones.

## Temporadas

### Primeros campeonatos no oficiales
| Temporada | Campeón         | Subcampeón       | Otros participantes                   |
| --------- | --------------- | ---------------- | ------------------------------------- |
| 1917-18   | ¿Iberia S. C.?  | Sin datos        | Sin datos                             |
| 1917-18   | Iberia S. C.    | Sin datos        | Sin datos                             |
| 1918-19   | Iberia S. C.    | España (Stadium) | C. D. Fuenclara                       |
| 1919-20   | Iberia S. C.    | C. D. Fuenclara  | S. A. Stadium Deportiva Universitaria |
| 1920-21   | Iberia S. C.    | Sin datos        | Sin datos                             |
| 1921-22   | Unión Deportiva | Iberia S. C.     | S. A. Stadium                         |

### Campeonatos oficiales

#### Primera etapa de oficialidad
| Temporada | Competición                 | Campeón          | Subcampeón          | Tercero             | Otros participantes                |
| --------- | --------------------------- | ---------------- | ------------------- | ------------------- | ---------------------------------- |
| 1922-23   | Primera Categoría - Serie A | Iberia S. C.     | R. S. A. Stadium    | -                   | Sin datos                          |
| 1923-24   | Primera Categoría - Serie A | R. S. A. Stadium | S. D. Universitaria | -                   | Iberia S. C. C. D. Fuenclara       |
| 1924-25   | Primera Categoría - Serie A | R. S. A. Stadium | Iberia S. C.        | Zaragoza F. C.      | Huesca C. F.                       |
| 1925-26   | Primera Categoría - Serie A | Iberia S. C.     | Real Zaragoza C. D. | -                   | Huesca C. F. C. D. Patria          |
| 1926-27   | Primera Categoría - Serie A | Iberia S. C.     | Real Zaragoza C. D. | -                   | C. D. Patria Aragón Huesca C. F.   |
| 1927-28   | Primera Categoría - Serie A | Iberia S. C.     | C. D. Patria Aragón | Real Zaragoza C. D. | Huesca C. F. Juventud C. F.        |
| 1928-29   | Primera Categoría - Serie A | Iberia S. C.     | C. D. Patria Aragón | -                   | Real Zaragoza C. D.                |
| 1929-30   | Primera Categoría - Serie A | Iberia S. C.     | C. D. Patria Aragón | -                   | Real Zaragoza C. D. C. D. Juventud |
| 1930-31   | Primera Categoría - Serie A | Iberia S. C.     | C. D. Patria Aragón | Zaragoza C. D.      | No                                 |

#### Integración en Campeonatos Mancomunados y otros regionales
| Temporada | Campeonato                                      | Participantes aragoneses |
| --------- | ----------------------------------------------- | ------------------------ |
| 1931-32   | Campeonato Mancomunado Guipúzcoa-Navarra-Aragón | Zaragoza C. D.           |
| 1931-32   | Campeonato Regional Centro                      | Iberia S. C.             |
| 1932-33   | Campeonato Mancomunado Guipúzcoa-Navarra-Aragón | Zaragoza F. C.           |
| 1933-34   | Campeonato Mancomunado Guipúzcoa-Navarra-Aragón | Zaragoza F. C.           |
| 1934-35   | Campeonato Mancomunado Castilla-Aragón          | Zaragoza F. C.           |
| 1935-36   | Campeonato Mancomunado Castilla-Aragón          | Zaragoza F. C.           |

#### Campeonato de Aragón durante de la Guerra Civil
Durante los años 1937 y 1938 no se disputaron los campeonatos mancomunados ni los regionales en estas zonas debido a la Guerra civil española. En 1939 se organizó un precario Campeonato de Aragón en la zona nacional con conjuntos de equipos militares, incluido el Club Aviación Nacional –fusionado poco después con el Athletic de Madrid para dar origen al Atlético Aviación–, a excepción del Zaragoza Foot-ball Club y la Club Deportivo Huesca, conjuntos civiles.
| Temporada | Campeonato                    | Campeón           | Subcampeón     | Otros participantes                                |
| --------- | ----------------------------- | ----------------- | -------------- | -------------------------------------------------- |
| 1938-39   | Campeonato Regional de Aragón | Aviación Nacional | Zaragoza F. C. | C. D. Huesca División 105 80 Compañía Recuperación |

#### Nueva integración en Mancomunados
| Temporada | Campeonato                                      | Participantes aragoneses |
| --------- | ----------------------------------------------- | ------------------------ |
| 1939-40   | Campeonato Mancomunado Guipúzcoa-Navarra-Aragón | Zaragoza F. C.           |

### Últimos campeonatos no oficiales
En las últimas ediciones sólo se disputaron diferentes categorías de equipos aficionados, en las que el campeón de la primera categoría ya no optaba a su clasificación para la Copa de España. A partir del año 1940 comenzaron las disoluciones de los campeonatos regionales en toda España para dar cabida a las divisiones inferiores en un proceso de reestructuración de los campeonatos futbolísticos a nivel nacional.
| Temporada | Campeonato                      | Campeón           | Subcampeón            | Otros participantes |
| --------- | ------------------------------- | ----------------- | --------------------- | ------------------- |
| 1940-41   | Primera Categoría (aficionados) | C. D. Discóbolo   | Arenas S. D.          | Sin datos           |
| 1941-42   | Primera Categoría (aficionados) | Atlético Zaragoza | S. D. Carde Escoriaza | Sin datos           |

## Palmarés

### Campeonatos oficiales
- Iberia S. C. (7): 1923, 1926, 1927, 1928, 1929, 1930 y 1931.
- R. S. A. Stadium (2): 1924 y 1925.
- Aviación Nacional (1): 1939.

### Campeonatos no oficiales
Primera etapa:
- Iberia S. C. (4) (¿ó 5?): ¿1917?, 1918, 1919, 1920 y 1921.
- Unión Deportiva (1): 1922.

Última etapa:
- C. D. Discóbolo (1): 1941.
- Atlético Zaragoza (1): 1942.